# Prescott Valley, Arizona
Prescott Valley je gradić u američkoj saveznoj državi Arizona. Prema popisu stanovništva iz 2010. u njemu je živjelo 38,822 stanovnika.